# Kamienica przy Rynku Nowomiejskim 17 w Toruniu
Kamienica przy Rynku Nowomiejskim 17 w Toruniu – barokowa kamienica znajdująca się przy Rynku Nowomiejskim w Toruniu. Została ona zbudowana w pierwszej połowie XVIII wieku (według innego źródła na przełomie XVII i XVIII wieku), na miejscu gotyckiej z końca XV wieku. Dawniej była siedzibą Bractwa Czeladzi Murarskiej. W 1929 roku została wpisana do rejestru zabytków. Od 1964 roku mieści się tu Galeria i Ośrodek Plastycznej Twórczości Dziecka (ob. Państwowa Galeria Sztuki i Ośrodek Edukacji Plastycznej).